# Kropîvna, Hmilnîk
Kropîvna (în ucraineană Кропивна) este localitatea de reședință a comunei Kropîvna din raionul Hmilnîk, regiunea Vinnița, Ucraina.

## Demografie
Componența lingvistică a localității Kropîvna
     Ucraineană (99,03%)
     Alte limbi (0,97%)
Conform recensământului din 2001, majoritatea populației localității Kropîvna era vorbitoare de ucraineană (99,03%), existând în minoritate și vorbitori de alte limbi.